# Вальдемар Блатскаускас
Вальдемар Блатскаускас (порт. Waldemar Blatskauskas, 17 березня 1938 — 6 березня 1964) — бразильський баскетболіст.
Бронзовий призер Олімпійських Ігор 1960 року.
Срібний призер Панамериканських ігор 1963 року, бронзовий призер 1959 року.
Переможець літньої Універсіади 1963 року.
Чемпіон світу 1959, 1963 років.
Чемпіон Південної Америки 1958, 1961 років.